# Charaxes woodi
Charaxes woodi är en fjärilsart som beskrevs av Van Someren 1964. Charaxes woodi ingår i släktet Charaxes och familjen praktfjärilar. Inga underarter finns listade i Catalogue of Life.